# Patrícia Medrado
Patrícia Pat Medrado (26 de noviembre de 1956) es una tenista profesional brasileña retirada de la actividad. Compitió en la  Fed Cup entre 1975 y 1989.

## Finales

### Singles (1 final)
| Resultado | N.º | Fecha                  | Torneo          | Superficie | Oponente   | Marcador      |
| --------- | --- | ---------------------- | --------------- | ---------- | ---------- | ------------- |
| Finalista | 1.  | 7 de diciembre de 1987 | Guarujá, Brasil | Arcilla    | Neige Dias | 0–6, 7–6, 4–6 |